# Tokugawa Iemochi
Tokugawa Iemochi (徳川 家茂?  17 de julio de 1846–20 de julio de 1866) fue el 14.º shōgun Tokugawa de Japón, reinó entre 1858 y 1866. Durante su reinado tuvo que confrontar el contacto de Japón con el resto del mundo, tras la visita del comodoro Perry en 1853. También durante su reinado se inicia el período de decadencia del shogunato.

## Biografía
Su nombre al nacer fue Kikuchiyo, fue el undécimo hijo del undécimo daimyō de Wakayama han Tokugawa Nariyuki, y nació en Edo (actual Tokio).
En 1847, a la edad de un año, fue adoptado como heredero del 12.º daimyō Tokugawa Narikatsu, y lo sucedió en 1849, tomando el nombre de Tokugawa Yoshitomi en 1851. Sin embargo, en 1858 fue nombrado sucesor de la línea principal Tokugawa debido a la muerte repentina del decimotercer shogun, Tokugawa Iesada, que no dejó herederos. La elección de Yoshitomi no tuvo problemas, a pesar de que hubo otras facciones del gobierno que recomendaban a Tokugawa Yoshinobu o a Matsudaira Naritami como shogun, que a diferencia de Iemochi, eran adultos. Cuando asumió el cargo de shogun cambió su nombre a Iemochi.
El 22 de abril de 1863 realizó una gran procesión hacia Kioto, seguido por 3000 vasallos en su recorrido. El motivo de este viaje fue para visitar al emperador de Japón (la última vez que un shogun visitó Kioto fue en 1603).
Como parte del movimiento Kobe Gattai (“Unión de la Corte y el Shogunato”), Iemochi se casó con la princesa imperial Kazu-no-miya Chikako, hija del emperador Ninkō y hermana menor del emperador Kōmei. No obstante, el shogun falleció a la edad de 20 años, dando por terminado el corto matrimonio. La causa de su muerte se cree que fue una falla del corazón producido por el beriberi, una enfermedad causada por la deficiencia de tiamina.